# La Voie martienne
La Voie martienne (titre original : The Martian Way and Other Stories) est un recueil de nouvelles de science-fiction d'Isaac Asimov paru en 1955 et publié pour la première fois en France en 1978.

## Nouvelles
- La Voie martienne ((en) The Martian Way, 1952)
- Ah ! Jeunesse ((en) Youth, 1952)
- Les Profondeurs ((en) The Deep, 1952)
- L'Attrape-nigaud ((en) Sucker Bait, 1954)

## Éditions françaises
- Aux éditions J'ai lu, collection Science-fiction, no 870, 3e trimestre 1978, traduction Iawa Tate, couverture de Christopher Foss  (ISBN 2-277-11870-2).
- Aux éditions J'ai lu, collection Science-fiction, no 870, 2e trimestre 1980, traduction Iawa Tate, couverture de Christopher Foss  (ISBN 2-277-11870-2).
- Aux éditions J'ai lu, collection Science-fiction, no 870, octobre 1982, traduction Iawa Tate, couverture de Christopher Foss  (ISBN 2-277-11870-2).
- Aux éditions J'ai lu, collection Science-fiction, no 870, février 1985, traduction Iawa Tate, couverture de Christopher Foss  (ISBN 2-277-11870-2).
- Aux éditions J'ai lu, collection Science-fiction, no 870, novembre 1987, traduction Iawa Tate, couverture de Christopher Foss  (ISBN 2-277-11870-2).
- Aux éditions J'ai lu, collection Science-fiction, no 870, avril 1992, traduction Iawa Tate, couverture de Christopher Foss  (ISBN 2-277-11870-2).
- Aux éditions J'ai lu, collection Science-fiction, no 870, avril 2003, traduction Iawa Tate  (ISBN 2-290-33283-6).
- Aux éditions J'ai lu, collection Science-fiction, no 870, juillet 2012, traduction Iawa Tate  (ISBN 978-2-290-33283-2).